# 1978年全豪オープン
1978年 全豪オープン（1978ねんぜんごうオープン、Australian Open 1978）は、オーストラリア・メルボルン市内にある「クーヨン・テニスクラブ」にて、1978年12月25日から1979年1月3日まで開催された。

## 大会の流れ
- 大会会場はメルボルン市内にある「クーヨン・テニスクラブ」の芝生コートで開催。
- 男子シングルスは「64名」の選手による6回戦制で行われた。女子シングルスは「32名」の選手による5回戦制で、シード選手は8名であった。
- 混合ダブルスは、1970年から1985年まで競技の実施が中止されていた。したがって、記事中の「決勝戦の結果」に混合ダブルスはなく、4部門のみの記載になる。

## シード選手

### 男子シングルス
1. ギレルモ・ビラス　（初優勝）
2. ホセ・ルイス・クラーク　（1回戦、途中棄権）
3. アーサー・アッシュ　（ベスト4）
4. ティム・ガリクソン　（2回戦）
5. ヴォイチェフ・フィバク　（3回戦）
6. ジョン・アレクサンダー　（ベスト8）
7. ケン・ローズウォール　（3回戦）
8. ビクトル・アマヤ　（2回戦）
9. ハンク・プフィスター　（ベスト4）
10. ヤニック・ノア　（1回戦）
11. トニー・ローチ　（ベスト8）
12. ペーター・ファイグル　（ベスト8）
13. キム・ウォーウィック　（3回戦）
14. ジェフ・マスターズ　（1回戦）
15. バーニー・ミットン　（2回戦）
16. アラン・ストーン　（3回戦）

### 女子シングルス
1. スー・バーカー　（ベスト8）
2. レナータ・トマノワ　（ベスト8）
3. ベス・ノートン　（2回戦）
4. アマンダ・トビン　（1回戦）
5. レネ・ブラウント　（2回戦）
6. シンシア・ドーナー　（1回戦）
7. ベッツィ・ナゲルセン　（準優勝）
8. （大会開始前に棄権）

## 大会経過

### 男子シングルス
準々決勝
- ギレルモ・ビラス vs.  トニー・ローチ　3-6, 6-1, 3-6, 6-3, 6-2
- ハンク・プフィスター vs.  ポール・クロンク　7-5, 6-3, 6-3
- アーサー・アッシュ vs.  ペーター・ファイグル　4-6, 6-2, 4-6, 6-3, 6-2
- ジョン・マークス vs.  ジョン・アレクサンダー　6-4, 6-4, 7-5

準決勝
- ギレルモ・ビラス vs.  ハンク・プフィスター　6-2, 6-0, 6-4
- ジョン・マークス vs.  アーサー・アッシュ　6-4, 6-2, 2-6, 1-6, 9-7

### 女子シングルス
準々決勝
- ダイアン・エバース vs.  スー・バーカー　6-2, 7-6
- クリス・オニール vs.  ドルテ・エクナー　7-5, 6-1
- クリスティン・マティソン vs.  メアリー・ソーヤー　6-4, 6-3
- ベッツィ・ナゲルセン vs.  レナータ・トマノワ　6-4, 6-4

準決勝
- クリス・オニール vs.  ダイアン・エバース　6-0, 6-3
- ベッツィ・ナゲルセン vs.  クリスティン・マティソン　7-5, 6-4

## 決勝戦の結果
- 男子シングルス： ギレルモ・ビラス vs.  ジョン・マークス　6-4, 6-4, 3-6, 6-3
- 女子シングルス： クリス・オニール vs.  ベッツィ・ナゲルセン　6-3, 7-6
- 男子ダブルス： ヴォイチェフ・フィバク＆ キム・ウォーウィック vs.  ポール・クロンク＆ クリフ・レッチャー　7-6, 7-5
- 女子ダブルス： レナータ・トマノワ＆ ベッツィ・ナゲルセン vs.  佐藤直子＆ パム・ホワイトクロス　7-5, 6-2

## みどころ
- 女子シングルス優勝者のクリス・オニールは、当時世界ランキング「111位」のノーシード選手で、全豪オープンの女子シングルスでは史上最低順位からの優勝となった。これは同時に、現時点ではオーストラリア人女子選手による最後の全豪オープン優勝でもある。
- 男子ダブルス優勝のヴォイチェフ・フィバクは、ポーランドの男子テニス選手として最初の4大大会タイトルを獲得した。女子ダブルス準優勝の佐藤直子は、1975年ウィンブルドン選手権の女子ダブルスを制した沢松和子に続く偉業を逃した。